# Бо Пу
Бо Пу (кит. трад. 白樸, упр. 白朴, пиньинь Bái Pu, по-русски часто Бай Пу; второе имя Бо Жэньфу, кит. упр. 白仁甫, пиньинь Bái Rénfǔ, 1226?—1306 или 1310?) — китайский драматург (в жанре «цзацзюй») и поэт (в жанрах «цы» и «цюй»).
Уроженец провинции Хэбэй, по другим источникам — провинции Шаньси. Сын крупного чиновника Чжурчжэньского государства Цзинь. В знак верности династии Сун (его отец был сановником одного из императоров) отказался служить монголам (династии Юань) и занялся литературным трудом. Вёл богемный образ жизни. Лишь на склоне лет, когда его сын преуспел в служебной карьере, вернулся к привычному для высокопоставленного чиновничества кругу занятий.
Поэтическое творчество Бо Пу представлено сборником цы «Небесная свирель» и 37 цюй. На русский язык переведено около 20 стихотворений.
Бо Пу — автор 16 пьес-цзацзюй, из которых до нашего времени сохранилось три: «История Восточной стены» и переведённые на русский язык «Дождь в платанах» или «Осенней ночью Сюаньцзуна печалит дождь в чинарах» и комическая «Скакун возле ограды» (русские варианты перевода названия — «На скакуне возле ограды», «Всадник у стены»; в ней ставится вопрос о праве молодёжи на известную свободу в выборе спутника жизни).
Самая известная пьеса Бо Пу "Дождь в платанах" написана на многократно использованный в китайской литературе сюжет о любви танского императора Сюань-цзуна (VIII в.) и его наложницы Ян-гуйфэй. Довольно близко следуя за исторической хроникой, автор рассказывает об увлечении императора, забросившего дела правления, о всесилии временщиков (родственников наложницы) и, наконец, о восстании военачальника Ань Лушаня, тоже увлеченного красавицей. Под натиском мятежников император вынужден покинуть столицу. В пути его войско требует выдать виновников бедствий — семью Ян. Гуйфэй кончает с собой, и солдаты топчут ее труп. Император отрекся от престола. Он проводит дни, не отрывая глаз от портрета любимой, и скорбь его бесконечна, как дождь, что стучит по листьям платана, под которым они клялись друг другу в верности.